# Ghara Ghaja
Ghara Ghaja – wieś w Iranie, w ostanie Azerbejdżan Zachodni, w szahrestanie Takab. W 2006 roku liczyła 494 mieszkańców.